# Анігіляція
Анігіля́ція (грец. α — не, лат. nihil — ніщо) — взаємодія елементарних частинок і античастинок, унаслідок якої вони перетворюються в інші форми матерії, напр. перетворення електрона і позитрона в пару фотонів (електрон-позитронна анігіляція).
Термін анігіляція вживають у ядерній фізиці, а також у фізиці твердого тіла для позначення реакцій між квазічастинками, наприклад, електронами провідності й дірками.
Анігіляція означає перетворення частинок однієї форми матерії (речовини) в ін. форму (поле), відповідно до основних законів природи — збереження енергії і закон збереження імпульсу. Спостерігають і зворотний процес, який називається утворенням пар, напр. утворення електрона і позитрона з фотона.